# Брянский строительный колледж имени профессора Н. Е. Жуковского
Брянский строительный колледж (с 1890 по 1920 года — Брянское техническое училище) — одно из старейших учебных заведений города Брянска, появившееся в 1890 году. Широко используется аббревиатура «БСК»
Занимается обучением и подготовкой начинающих специалистов, в формате среднего профессионального образования. Главное направление преподавания в нём - это факультеты архитектуры, строительства, дизайна, компьютерные системы и т.д.
Имеет 14 факультетов из них 8 факультетов специальности и 6 профессий.

## История

### Брянское механо-техническое училище 1890-1917

#### Основание Брянского механо-технического училища
Конец XlX столетия в Российской империи был отмечен ростом капиталистических отношений и развитием производств. Основными промышленными центрами стали Санкт-Петербург, Приднепровье, Урал, Московский промышленный район. Брянский (Мальцевский) заводской округ, который производил паровозы, вагоны, рельсы и прокат для военной промышленности страны. Такое интенсивное индустриальное развитие требовало грамотных специалистов, что послужило поводом для открытия в Брянске 8 мая 1890 года низшего механико-технического училища.
Павел и Семён Могилевцевы построили два корпуса с домовой церковью на пожертвование (около 7500 рублей). Проектом занимался известный архитектор Николай Андреевич Лебедев.
Первым директором училища был назначен Александр Петрович Докторов, который внес огромный вклад в развитие учебного заведения. В 1899 году Докторов добился присвоения учебному заведению статуса среднего семиклассного технического училища.
В 1905 году революционно настроенные преподаватели и студенты принимали участие в митингах и демонстрациях . Как отмечает архивный источник, на Соборной площади два студента училища были застрелены жандармами.
В 1917 году при училище был создан пролетарский Союз Молодежи, ставший затем коммунистическим союзом молодежи.

##### Брянский строительный колледж в XX веке
В 1920-м году училище было переименовано в техникум, с последующей шестикратной сменой названия свое название:
- 1919 год – техникум механической специальности;

- 1920 год – Брянский практический институт;

- 1923 год – механико-строительный техникум;

- 1926 год – Брянский индустриальный техникум;

- 1930 год – прошла реорганизация в три самостоятельных техникума: строительный, машинодорожный и машиностроительный;
- 1932 год – Брянский коммунально-строительный техникум.

В 1925 году техникуму было присвоено имя профессора Н.Е. Жуковского, которое было утрачено в годы Второй мировой войны.
В 1941 году была организовала эвакуация оборудования, материальной части, студентов и преподавателей в город Бухару (республика Узбекистан), где техникум находился до октября 1944 года. Затем все вернулись в Брянск, и в 1946 году был сделан первый послевоенный выпуск.
В 1957 году построили после военный корпус заведения, предварительно перенеся его из исторического места постройки.
В 1959 году за учебным заведением закрепилось наименование Брянский строительный техникум.
В 60 – е годы техникум стал базовым среди учебных заведений СССР. Здесь ежегодно собирались лучшие преподаватели спецдисциплин для обмена опытом и повышения квалификации.
В 1974 году колледжу было вновь присвоено имя профессора Н.Е. Жуковского.
В 70 – е гг. был отмечен рост абитуриентов, и было приняло решение о строительстве нового корпуса по улице Завальской. Он был построен в 1977 году.

###### В начале XXI века
В 2010 году Брянский строительный техникум переименован в Брянский строительный колледж имени профессора Н.Е. Жуковского.

## Названия Брянского строительного колледжа
Брянский строительный колледж имел названия:
- 8 мая 1890–1899 гг. – Брянское низшее механо-техническое училище;
- 1899–1919 гг. – Брянское среднее механо-техническое училище;
- 1919 год – техникум механической специальности;
- 1920–1923 гг. – Брянский практический институт;
- 1923–1926 гг. – Брянский механико-строительный техникум;
- 1926–1932 гг. – Брянский индустриальный техникум;
- 1932–1959гг. – Брянский коммунально-строительный техникум;
- 1959–1974гг. – Брянский строительный техникум;
- 1974–2010гг. – Брянский строительный техникум имени профессора Н. Е. Жуковского;
- С 2010 года – Брянский строительный колледж имени профессора Н. Е. Жуковского.

## Здание и кампус колледжа

### Историческое здание ~1890-1941гг.
Павел и Семён Могилевцевы построили два корпуса с домовой церковью на пожертвование (около 7500 рублей). Проектом занимался известный архитектор Николай Андреевич Лебедев. Старое здание было выполнено в стиле модерна, и частично в стиле русского классицизма.

#### Новое "старое" здание 1957 год
Разрушенные в годы Второй Мировой Войны корпуса техникума стали причиной строительства нового пятиэтажного здания по Петропавловской улице. Здание было перенесено с Ярморочной площади и Смоленской улицы юго-западнее на 860 метров по проспекту. Новое здание черпало вдохновение у зданий Санкт-Петербурга. Оно имеет полу-колодцевый вид застройки и выполнена в стиле неоклассицизм. Подобного типа образовательные здания можно встретить по всей стране и странам ближнего зарубежья. Строительство этого здания закончилось в 1957 году.

##### Новый корпус 1977 год
В 1977 году в связи с ростом количества новых учащихся, был построен новый корпус. Он выполнен в стиле функционализма.
В студенческой среде корпус от 1957 года именуется "старым", а от 1977 года "новым". Так же "старый" корпус называли "первым" (некоторые до сих пор его так называют). Сейчас же чаще называют "вторым". "Новый" корпус, также называли "вторым", а теперь "первым". Помимо этого "новый" ещё называют "главным". Так произошло в связи с переездом администрации колледжа в новый корпус после окончания строительства.
В главном корпусе и принимают новых абитуриентов, старый же является лицом колледжа.

### Кампус
"Старый" и "новый" корпус разделяет кампус. В кампусе находятся: 
- мастерские;
- гаражи;
- котельная
- склады
- спортзал;
- 2 студенческих общежития;
- сквер с детской площадкой;
- частное кафе "Green-City".

## Студенческая жизнь и факультеты

### Брянский (низшее-)среднее механико-техническое училище
Обучение для всех учеников стоило 50 рублей. Учебный день начинался в 8 часов утра и продолжался до 12 часов дня. После обеденного перерыва в 13 часов 30 минут учащиеся работали на практических занятиях в мастерских до 17 часов вечера.

#### Брянский коммунально-строительный техникум
С 1932 года студенты во время практик возводили дома и сооружения в Брянске, Москве и других городах, занимались спортом, посещали аэроклубы и радиокружки.

### Брянский строительный колледж имени профессора Н. Е. Жуковского
Сейчас имеет 14 факультетов с 8 специальностями и 6 профессиями.